# Bracon moczari
Bracon moczari är en stekelart som beskrevs av Papp 1969. Bracon moczari ingår i släktet Bracon och familjen bracksteklar. Inga underarter finns listade.